# Marquinhos (football, 1982)
Pour les articles homonymes, voir Marquinhos (homonymie).
Marcos Antônio Malachias Júnior, plus couramment appelé Marquinhos, né le 30 avril 1982 à Campinas au Brésil, est un footballeur international bulgare d'origine brésilienne qui évolue au poste de milieu offensif.

## Biographie

### International
Le 4 juin 2011, il effectue sa première sélection en équipe de Bulgarie, lors du match Monténégro - Bulgarie (1-1).

## Statistiques

### Statistiques détaillées par compétitions
- Championnat : 132 matchs, 33 buts
  -  A PFG : 132 matchs, 33 buts

- Coupes nationales : 10 matchs, 4 buts
  -  Coupe de Bulgarie : 10 matchs, 4 buts

- Coupes d'Europe : 20 matchs, 4 buts
  -  Ligue Europa : 20 matchs, 4 buts

- Équipe de Bulgarie : 1 match, 0 but
  - Éliminatoires du Championnat d'Europe : 1 match, 0 but

Total toutes compétitions confondues : 163 matchs, 41 buts soit 0,25 but par match

### Statistiques détaillées par saisons
| Saison      | Club              | Pays     | Championnat | Championnat | Championnat | Europe | Europe | Europe | Équipe de Bulgarie | Équipe de Bulgarie |
| Saison      | Club              | Pays     | Division    | Matchs      | Buts        | Coupe  | Matchs | Buts   | Matchs             | Buts               |
| ----------- | ----------------- | -------- | ----------- | ----------- | ----------- | ------ | ------ | ------ | ------------------ | ------------------ |
| 2005 - 2006 | Belasitsa Petrich | Bulgarie | A PFG       | 13          | 5           | /      |        |        |                    |                    |
| 2006 - 2007 | Belasitsa Petrich | Bulgarie | A PFG       | 28          | 12          | /      |        |        |                    |                    |
| 2007 - 2008 | CSKA Sofia        | Bulgarie | A PFG       | 25          | 1           | C3     | 3      | 0      |                    |                    |
| 2008 - 2009 | CSKA Sofia        | Bulgarie | A PFG       | 25          | 2           | /      |        |        |                    |                    |
| 2009 - 2010 | CSKA Sofia        | Bulgarie | A PFG       | 13          | 4           | C3     | 7      | 1      |                    |                    |
| 2010 - 2011 | CSKA Sofia        | Bulgarie | A PFG       | 28          | 9           | C3     | 10     | 3      | 1                  | 0                  |
| 2011 - 2012 | CSKA Sofia        | Bulgarie | A PFG       |             |             | C3     |        |        |                    |                    |

### Matches internationaux
| Matches internationaux de Marquinhos | Matches internationaux de Marquinhos | Matches internationaux de Marquinhos | Matches internationaux de Marquinhos | Matches internationaux de Marquinhos |
|                                      | Date                                 | Adversaire                           | Minutes jouées                       | Compétition                          |
| ------------------------------------ | ------------------------------------ | ------------------------------------ | ------------------------------------ | ------------------------------------ |
| 1.                                   | 4 juin 2011                          | Monténégro                           | 90 min 55e                           | Éliminatoires Euro 2012              |

## Palmarès

### Collectif
- Avec le CSKA Sofia :
  - Champion de Bulgarie en 2008.
  - Vainqueur de la Supercoupe de Bulgarie en 2008.
  - Vainqueur de la Coupe de Bulgarie en 2011